# Slot Bernstorff

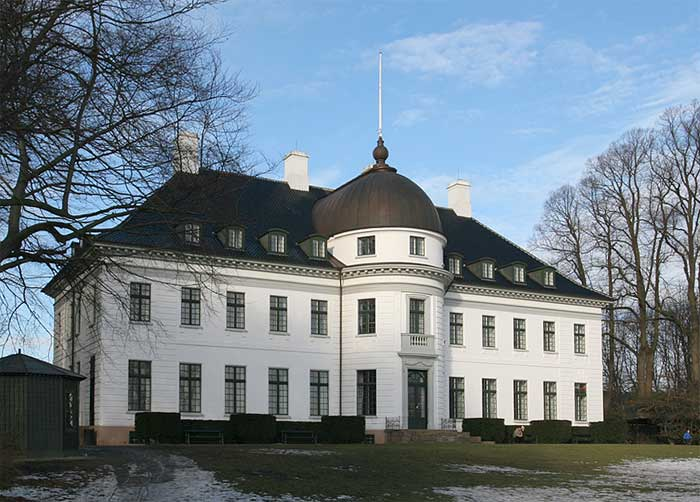
Slot Bernstorff (2006)

Slot Bernstorff in Kopenhagen werd gebouwd in het midden van de achttiende eeuw door de minister van Buitenlandse Zaken Johann Hartwig Ernst von Bernstorff. De residentie bleef in de handen van de familie Bernstorff tot 1812. In 1842 werd het gekocht door koning Christian VIII.
Het gebouw is een van de eerste bouwwerken van neoclassicistische architectuur in Denemarken. Na de dood van koning Christian IX, die het als zomerresidentie gebruikte, erfde prins Waldemar het gebouw en gebruikte het als zijn zomerresidentie tot aan zijn dood in 1939. Daarna werd het gebouw door de overheid gebruikt. In mei 2009 werd het geopend als hotel.